# 刺箭乌贼属
刺箭乌贼属（学名：Acanthoteuthis）是一类箭石目动物，这是一类类似乌贼的有内壳的头足类动物，生活于侏罗纪晚期，与现代蛸亚纲有亲缘关系。
刺箭乌贼属于箭乌贼科，它们缺乏位于闭锥后面的喙。

## 分类
刺箭乌贼属是由R.Wagner和G.Munster建立的一个箭石类的属，它最初被发现于巴伐利亚州的松霍芬石灰岩层中，其腕上有小钩，有时会与它们的完整遗骸连在一起。小钩通常是被压缩着的，可以在触手的任一边缘或两侧边缘倾斜。
Munster对三个物种进行了描述，分别是A.lichtensteinii、A.speciosa和A.ferussacii，主要以它们的小钩的形状为特征。A.lichtensteinii拥有比A.speciosa更小更圆的身体横截面。D'Orbigny以A.ferussacii的名字联立了这三个物种，而Wagner认为A.speciosa是一个有效的物种，但是没有发现Munster的A.ferussacii和A.lichtensteinii之间的本质区别，所以把这两个物种归为A.ferussacii的异名。

## 特征

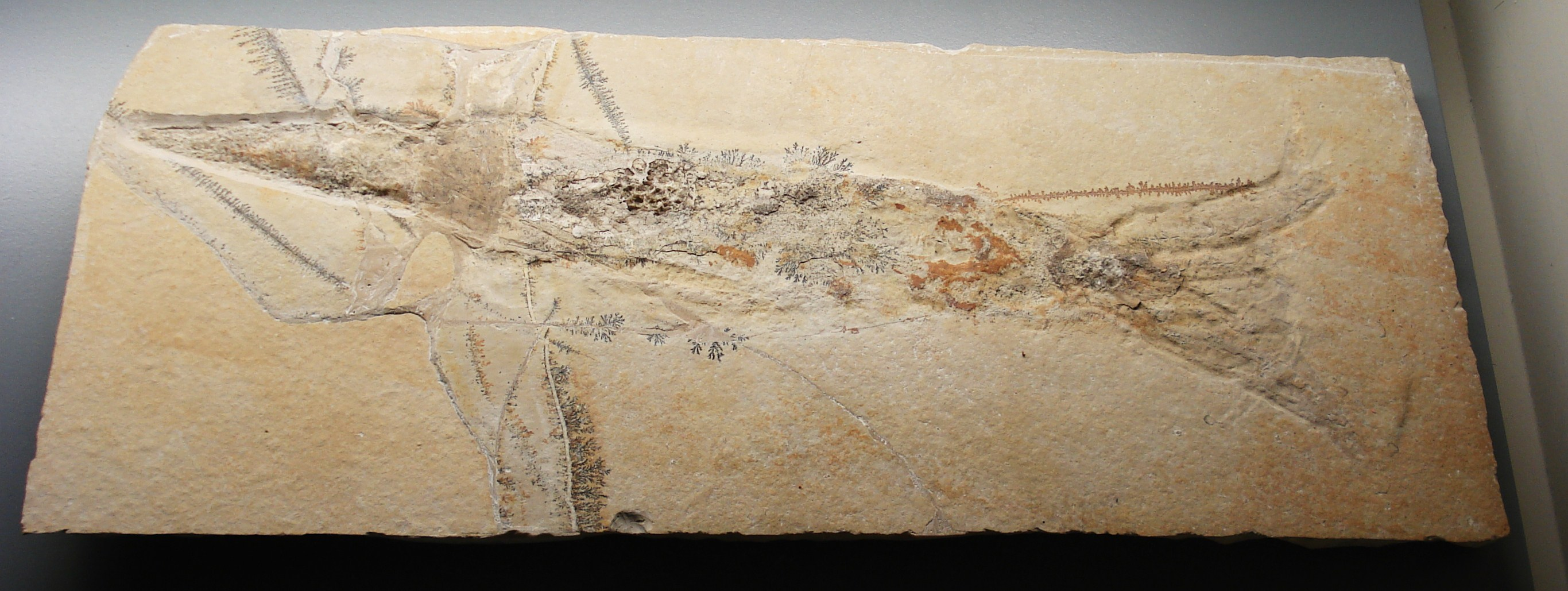
Acanthoteuthis speciosa

C. G. Crick于1898年描述了一种刺箭乌贼属动物，它是拥有四对触手的A.ferussachi，每只触手都有两排小钩。触手长度不等，最长的一对触手长约85毫米，每排可能有14或15个小钩。最短的臂长32mm，另一对触手长38mm，四个臂每排有9个或10个小钩。第四对大约55毫米长，每排有12或13个小钩。这两对触手没有特殊的生理顺序，只是假设它们是两侧对称的。其他参考文献，例如大英博物馆收藏的软体动物目录中描述刺箭乌贼属有十条相当不等长的触手，有两排钩。第五对触手似乎是起辅助作用的，比较短。
刺箭乌贼属的内壳背面的背侧有一个独特的V形脊，这似乎类似于新蛸下纲后部的中间龙骨，后者的鳍附着在鱿鱼身上。这表明刺箭乌贼属的身体后端也有类似于鳍的附着物，可能是宽椭圆形或菱形。前甲是平坦的，宽度相当大，不太可能被肌肉质的外套膜所覆盖，它们可能像幽灵蛸属的一样附着在侧面边缘。

## 古生态学与生活方式
结构缺乏平衡的喙表明，刺箭乌贼属以头部垂直向下的方式生活，就像旋乌贼属和鞭乌贼属一样。墨囊的存在表明它生活在200米以上的海洋水域。
刺箭乌贼属和其他箭乌贼类被认为是浅海生物，它们生活在中生代大陆架和斜坡上的上层和中上层带。